# Mer des Salish

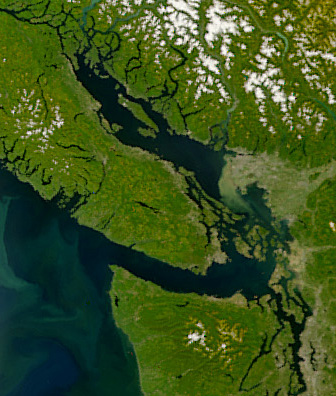
La mer des Salish (avec « bloom planctonique » visible

La mer des Salish est une zone maritime du Nord de l'océan Pacifique qui associe trois grands plans d'eau limitrophes et/ou intérieurs de territoires de la région du Nord-Ouest Pacifique de l'Amérique du Nord, qui sont principalement des détroits : le détroit de Géorgie, le détroit de Juan de Fuca et celui de Puget Sound. 
Une partie des routes maritimes de la mer des Salish est séparée de l'océan Pacifique par la grande île de Vancouver et la péninsule Olympique, qui protègent (dans une certaine mesure) les navires des tempêtes sur l'océan Pacifique.  
Ce nom fait référence aux Salish, Amérindiens des premières nations qui vivaient ou vivent encore le long de ces côtes.

## Histoire
Ce nom « mer des Salish » (Salish Sea pour les anglophones) a fait l'objet d'une reconnaissance officielle récente; en 2008 aux États-Unis et l'année suivante (2010)[Quoi ?] au Canada.
L'expression  « mer des Salish » (parfois aussi nommée et écrite « mer de Salish ») a d'abord été utilisée par les marins pour désigner un ensemble complexe de routes maritimes navigables côtières empruntées dans cette région par des navires plus ou moins lourds, dont pour desservir les principales villes portuaires de cette région qui sont Seattle, Vancouver, Tacoma, Bellingham, et Victoria.

Ces routes maritimes sont situées entre la pointe sud-ouest de la province canadienne de Colombie-Britannique, et la pointe nord-ouest de l'État américain de Washington.

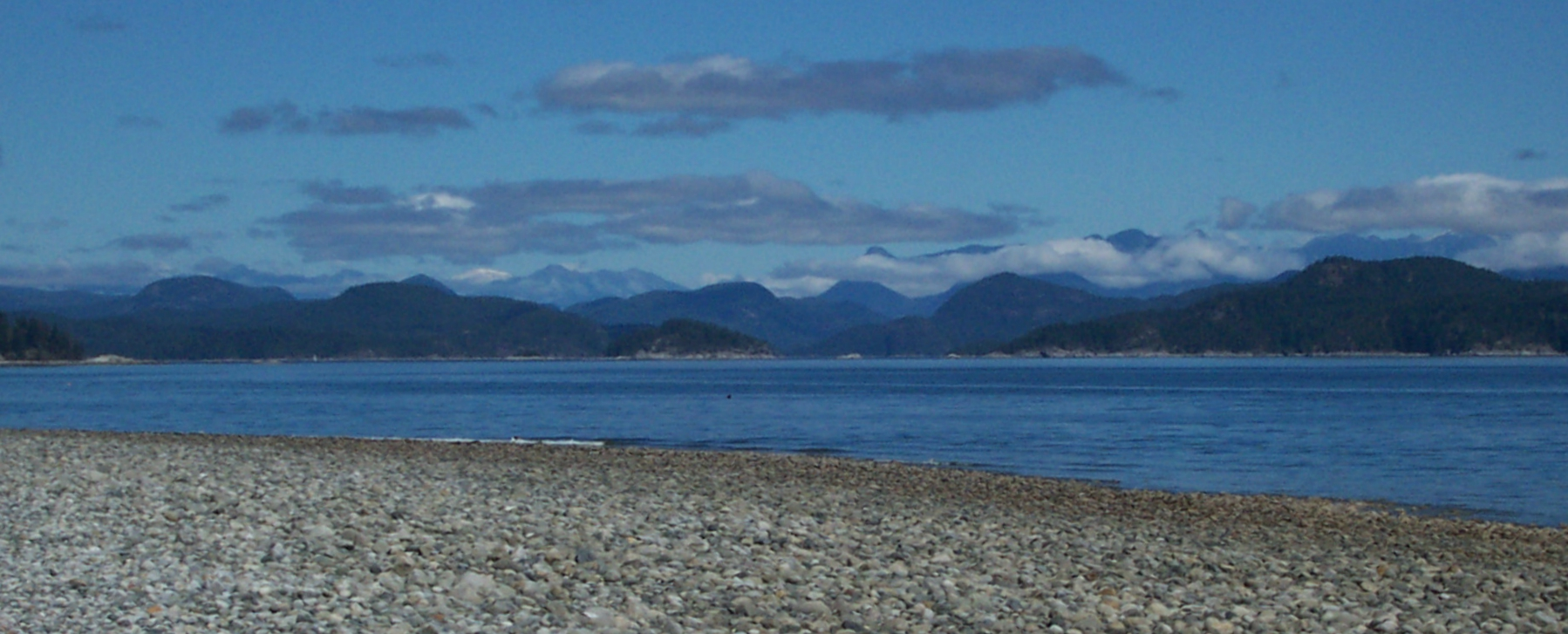
La mer des Salish vue depuis l'île Quadra

## Territorialités
Cette « mer » s'étend de Desolation Sound à l'extrémité nord du détroit de Géorgie à Budd Inlet (en) à l'extrémité sud de la Puget Sound.
La partie nord de la mer des Salish est située dans la province canadienne de Colombie-Britannique. 
Sa partie sud est dans l'État américain de Washington.

## Écologie
C’est une zone de grande importance écologique pour de nombreuses espèces (crustacés, poissons, pinnipèdes et cétacés notamment, et donc d’importance également halieutique. 

Comme c'est aussi la zone de nourrissage et de grossissement des saumons sauvages qui vont pondre dans les bassins versants locaux, en particulier du (Saumon rouge)  durant sa phase de vie marine, elle a une grande importance pour ces bassins, car ces saumons qui remontaient autrefois par millions millions vers les sources, étaient dans certaines tribus la principale source de protéines, et une source secondaire importante pour les autres. De plus en venant mourir près des sources, les géniteurs y apportaient une quantité importante de nutriments et oligoéléments rares dans le haut des bassins versants (iode, phosphore et magnésium d'origine marine notamment).
Le hareng du Pacifique qui y étaient très abondant (l'une des trois grandes populations mondiales) est considéré comme un chainon très important du réseau trophique, or le nombre de ces harengs a fortement diminué, malgré une diminution de l'effort de pêche, et le poids moyen des individus au même âge diminue également, ce qui laisse évoquer un déséquilibre écologique important. Après une diminution régulière des populations, un effondrement (collapsus populationnel) a été constaté en 2005 et 2009, qui pourrait expliquer la régression d'autres espèces qui s'en alimentaient (oiseaux, saumons de mer, etc. ). 
Parmi les répercussions de ce déséquilibre à d'autres niveaux trophiques de biodiversité, cette régression des harengs pourrait contribuer à expliquer la régression importante de certaines espèces d'oiseaux marins constatée par les ornithologues depuis plusieurs décennies. Les explications de ce phénomène sont cependant multifactorielles et sont encore mal cernées (certaines espèces herbivores telles que Branta bernicla ou benthivores, telles que Melanitta nigra régressent fortement, de même que des oiseaux planctonivores (ex : Larus philadelphia) alors que quelques espèces comme les cormorans, le pigeon guillemot (Cepphus columba) ou le canard Anas acuta ont dans cette région significativement progressé. Des phénomènes de pollution, microbes, intoxications (dont par saturnisme aviaire), destruction d'habitats, dérangement, etc. sont aussi en cause. Une espèce semble reconstituer ses populations et poursuivre en mer des Salish une forte augmentation démographique, c'est la bernache cravant (Branta bernicla), pour laquelle il a été constaté dans d'autres régions du monde qu'elle avait modifié son régime alimentaire, en se nourrissant moins de zoostères (en régressions) et en se reportant sur les Ulvaceae (en augmentation, à cause semble-t-il d'une pollution généralisée par les nitrates) ou en mangeant sur les herbus de prés-salés

## Gestion halieutique, projet de mesures de protection
Pour permettre à la faune sauvage, et en particulier aux stocks de poissons (saumon notamment) de se reconstituer, le Canada a envisagé de créer en mer des Salish un réseau national de zones de protection marines (ZPM), dans les eaux de Colombie-Britannique. Mais des aires marines protégées où la pêche serait interdite sont à ce jour refusées par une majorité des représentants des Premières Nations qui souhaitent conserver tous leurs droits de pêche (Hul’qumi’num notamment).
Alors que des problèmes similaires et des besoins de gestion restauratoire émergent sur le proche continent (pour restaurer les populations de saumons ou de certaines espèces-gibier surexploités ou victimes des pesticides, de l’artificialisation des forêts et des paysages ainsi que  de collisions routières), faisant écho à des problèmes similaires partout dans le monde, y compris dans les zones dites sauvages ou les forêts tropicales, divers acteurs souhaitent sauver les saumons nord-américain sauvages, qui partout sont en forte régression (dans le fleuve Fraser notamment), ou ont disparu d'une partie importante de leur aire naturelle de disparition. Or ces saumons dépendent totalement de la qualité de l'eau de la mer des Salish et de la quantité et qualité de la nourriture qu'ils y trouveront durant leur phase de vie marine. 
Une étude exploratoire a donc été lancée, publiée en 2012. Elle était basée sur un travail de réflexion et discussions individuelles et collectives avec les Hul’qumi’num, peuples autochtones « Salish de la côte ». Dans ce cadre, des enquêtes sur le terrain, des entretiens et des groupes de discussion, ont montré que les Salish des premières nations vivant dans cette région souhaitent contribuer à l’élaboration de plans de gestion pour les ressources halieutiques ; ils veulent aussi participer aux plans de conservation marine et ils reconnaissent leur dépendance aux ressources naturelles halieutiques pour se nourrir, mais aussi pour des besoins sociaux, cérémoniaux et économiques. Néanmoins, au moment de l’étude, 35 % des participants s’opposaient encore à l’établissement de quelques zones de non-pêche au motif qu'elles impliquaient une atteinte aux droits des autochtones, alors que seuls 48 % des interrogés souhaitaient de telles zones protégées de toute pêche. 85 % des Salish de la côte interrogés estimaient néanmoins que ce serait une mesure efficace pour réduire la surpêche.
l'Anthropologue Baptiste Gille (en 2012) souligne dans un article paru dans la revue de sciences humaines Tracés que les négociations de ce type sont rendues plus complexes par le fait que la culture et la cosmogonie amérindiennes ne distinguent pas comme le font les cultures d’origine européennes l’humain et le non humain, la nature et la culture. Ceci fait que la notion de « responsabilité » à l’égard de la faune sauvage peut être comprise différemment dans les cultures occidentale, gouvernementale et scientifique, et dans les cultures autochtones amérindiennes. 

### Origine de l'expressionMer des Salish
La première utilisation connue de l'expression Salish Sea date de 1988, quand le biologiste (biologie marine) Bert Webber de Bellingham l'a inventé pour désigner une zone écologiquement cohérente constituée de plusieurs grands plans d'eau, en complément des dénominations Georgia Strait, Puget Sound et Strait of Juan de Fuca (et non pour les remplacer). Il pensait que l'adoption de cette expression faciliterait une prise de conscience de la vulnérabilité écologique et des mesures de gestion restauratoire ou de protection des ressources naturelles, des habitats et paysages côtiers ainsi que des  bassins versants. Les efforts de Webber semblent avoir été au moins en partie récompensés par la reconnaissance de cette nouvelle dénomination maritime par les États-Unis et le Canada.

### Autres noms
D'autres noms ont été utilisés pour désigner tout ou partie de cette zone, qui selon les cas désignaient sa partie maritime ou englobait aussi les bassins versants et l'île de Vancouver :
- Georgia–Puget
- Puget–Georgia Basin,
- Georgia Depression,
- Georgia Basin
- Puget Sound et al.

La moitié canadienne de cette zone a aussi été dénommée golfe de Géorgie par George Vancouver en 1792

### Reconnaissance officielle
Il est devenu rare que de nouveaux noms soient donnés à des zones géographiques depuis longtemps bien explorées. 
En août 2009, le « British Columbia Geographical Names Office » a approuvé une résolution recommandant que le « Geographical Names Board of Canada »  adopte l'expression Salish Sea comme se préparait à le faire le United States Board on Geographic Names aux États-Unis,. 
Ce nom a été reconnu par les Américains (Washington State Board on Geographic Names) fin octobre 2009 puis par l'United States Board on Geographic Names le 12 novembre 2009. 
Le nom mer de Salish a été validé par le BCGNIS (British Columbia Geographical Names Office) en février 2010, devenant officiel au Canada

### Oppositions
Il y a eu deux types d'opposants à la dénomination Salish Sea :
- Les premiers considéraient que les détroits et zones associées en question ne formaient pas une entité unique[18] ;
- les seconds estimaient que le mot « Salish » ne convenait pas [18].

### Les peuplesSalish de la côte
La mer des Salish a été une source nourricière pour les Salish de la côte, qui sont un groupe de peuples autochtones partageant un fond linguistique et culturel commun. Ils vivent ou vivaient dans le Sud-Ouest de la Colombie-Britannique et au Nord-Ouest de l'État de Washington, le long des côtes de ce qui est aujourd'hui appelé la mer des Salish. Il est considéré comme la branche principale d'un groupe linguistique plus large dit Salish. 
Les linguistes reconnaissent aujourd'hui cinq subdivisions de la famille linguistique Salish dont les deux plus anciennes sont le Salish de la côte et le Salish de l'intérieur. La famille linguistique Salish comportant en tout 23 langues différentes. Les explorateurs euroaméricains ont d'abord rencontré les Salish qui vivaient sur les littoraux de l'Est du Pacifique Nord, à la fin du XVIIIe siècle seulement. 
La première information détaillée à leur sujet a été fournie par l'expédition Lewis et Clark (1804-1806). 
Le mot « Salish » a cependant d'abord été appliqué aux seuls Salish de l'intérieur, les tribus Têtes-Plates qui vivaient dans la région du lac Flathead, dans le Montana, puis a été au milieu du XXe siècle étendue aux peuples parlant des langages proches. La nation des « Têtes-Plates » continue d'ailleurs à utiliser le mot Salish pour désigner leur langue et leur culture ,, et un variant du nom « Flathead lake » est « Selish Lake ». L'expression « Salish Sea » n'a été forgée qu'en toute fin du XXe siècle, et il n'y avait pas de dénomination pour cette partie du Pacifique, ni dans les langues des colons, ni dans celles des Salish.
Les cours d'eau et les routes maritimes de cette région ont joué un rôle commercial important, pour les peuples Salish de la côte d'abord, puis pour certains colons car ce bassin était très giboyeux et riche en poissons (ressources essentielles pour les Wakashan du Nord (Kwakwaka'wakw) et les Wakashan du Sud (Nuu-chah-nulth, Makah et Ditidaht) et autrefois les Chimakum qui étaient apparentés aux tribus Quileute, qui n'existent plus en tant que groupe culturel, éliminés par les Suquamish et d'autres au XIXe siècle.

## Connaissances scientifiques
La mer des Salish est un territoire physiquement (ex. : phénomènes temporaires de renverse des courants de surface en été, l'eau semblant remonter vers les terres), historiquement et écologiquement complexe, où en raison des apports de fleuves et de la présence de zones marines presque « intérieures ») les variations saisonnière et interannuelles de température et de salinité ainsi que les phénomènes de turbulences peuvent être  plus marquées que dans le reste du Pacifique nord .
Ce territoire littoral et marin fait l’objet depuis les années 1980 d'études et de travaux de modélisation mathématique et informatique des courants, par exemple par Sutherland & al. (2011) ou Frisch et al (1981),.
Le « temps de résidence » de certains polluants peut aussi être plus long avant leur dilution que dans le reste du Pacifique, et certains phénomènes de sédimentation peuvent y être plus accentués, avec de possibles impacts en termes de bioconcentration voire de biomagnification. 
On cherche aussi à mieux comprendre l’influence croisée des courants locaux et du vent sur la répartition du « panache de décharge » des estuaires (souvent pollués) ainsi que les interactions entre eaux douces et marines dans les estuaires (bouchon vaseux, risques d’anoxie, etc.). Les panaches de grands fleuves (Columbia par exemple,) font l’objet d’une attention particulière, et de modélisation afin de mieux comprendre leurs influences sur les écosystèmes.
Ces travaux ont aussi une visée prospective. 

Ils sont nécessaires pour mieux anticiper les effets des pollutions terrestres et marines actuelles et passées, ainsi que les effets de la surpêche combinés à ceux du dérèglement climatique et de la crise écologique globale dans le Pacifique Nord-Ouest où par exemple la forte et constante régression des saumons (avec une mortalité anormalement importante en phase de vie marine) pose question.

## Découverte de pieds humains
Depuis 2007, plus d'une dizaine de pieds humains, le plus souvent dans des chaussures de sport, ont été retrouvés sur le rivage de la mer de Salish.